# Hrvati u Španjolskoj
Hrvati u Španjolskoj
Hrvati i Španjolci srodni su narodi, makar različitih izvora, podrijetla. Oba su pomorski narodi, rastu u zemljama koji godišnje imaju jedanaest sunčanih mjeseci, pa su vječni tradicionalisti i romantici. U Madridu je 1617. između Hrvata i Mletaka, poslije Uskočkog rata, sklopljen je mir, u kojem su pomagali Hrvatima. Zajedno smo se borili 1571. kod Lepanta po vodstvom don Juana Austrijskog. Dubrovačka Republika održavala je dugotrajne i plodne veze. 
Posebno važno je istaknuti da je Španjolska bila jedina zemlja na svijetu, nakon II. svjetskog rata koja je primila mlade hrvatske studente, ne da im za razliku od drugih zemalja, u ruke utisne motiku i lopatu, nego da im pruži knjigu, da nastave svoje studije. Velikodušna gesta jednog plemenitog naroda, koji je onda bio i sam proganjan i sam gladan, koji je smanjivao oskudni kruh svojoj djeci i davao ga tuđoj, prognanoj. Naime, vlada Francisca Franka je na poziv Pape Pia XII. godine 1947. u Madridu osnovala posebni zavod za studente iza "željeznog zastora", Colegio Mayor de Santiago Apóstol (Visoki Zavod sv. Apostola Jakova), gdje su pružili zaklon, ležaj i kruh za oko 500 studenata iz 14 različitih naroda iz jugoistočne Europe. Tu je oko 75 mladih Hrvata našlo svoje utočište i završilo sveučilišne studije: političko-ekonomske, filozofiju, medicinu, kemiju i brodogradnju. Neki su postigli i doktorate: Marijan Gec, Pero Vukota, Ante Fulgosi, Josip Franić, Franjo Pančić, Ivo Tuškan.
Jedan od važnijih hrvatskih iseljeničkih djelatnika u Španjolskoj bio je Alojzije Čukman, a duboki trag ostavili su Eugen Beluhan Kostelić i ini.
Najistaknutiji Hrvat u Španjolskoj je svakako znanstvenik, novinar i književnik, rođeni Kotoranin Luka Brajnović.
Svojim radom istaknuo se enciklopedist i urednik hrvatskog programa na Španjolskom državnom radiju prof. Pavao Tijan.